# Tulasnellales
Tulasnellales är en ordning av svampar. Tulasnellales ingår i klassen Tremellomycetes, divisionen basidiesvampar och riket svampar.
Ordningen innehåller bara familjen Tulasnellaceae.